# بيرسون (جورجيا)
بيرسون (بالإنجليزية: Pearson, Georgia)‏ هي مدينة تقع في مقاطعة أتكينسون، جورجيا بولاية جورجيا في الولايات المتحدة. تبلغ مساحة هذه المدينة 8.7 (كم²)، وترتفع عن سطح البحر 62 م، بلغ عدد سكانها 2117 نسمة في عام 2010 حسب إحصاء مكتب تعداد الولايات المتحدة.

## وصلات خارجية
- www.pearson-ga.com
- Cities & Counties - Georgia.gov